# Elitserien i volleyboll för damer 2003/2004
Elitserien i volleyboll för damer 2003/2004. Örebro VBS svenska mästare efter slutspel.

## Slutställning
| Lag                     | Matcher | Vunna matcher | Förlorade matcher | Vunna set | Förlorade set | Poäng |
| ----------------------- | ------- | ------------- | ----------------- | --------- | ------------- | ----- |
| Örebro VBS              | 18      | 16            | 2                 | 52        | 12            | 32    |
| Elverket                | 18      | 16            | 2                 | 51        | 18            | 32    |
| Katrineholms VK         | 18      | 13            | 5                 | 44        | 20            | 26    |
| Engelholms VS           | 18      | 11            | 7                 | 38        | 35            | 2     |
| Kolbäcks VK             | 18      | 9             | 9                 | 33        | 30            | 18    |
| Sollentuna VK           | 18      | 9             | 9                 | 35        | 33            | 18    |
| Ållebergsgymnasiets VBK | 18      | 6             | 12                | 24        | 38            | 12    |
| IKSU                    | 18      | 6             | 12                | 24        | 44            | 12    |
| KFUK-KFUM IA Göteborg   | 18      | 3             | 15                | 15        | 47            | 6     |
| Tierps VBK              | 18      | 1             | 17                | 12        | 51            | 2     |